# Micropeza reuniens
Micropeza reuniens är en tvåvingeart som först beskrevs av Willi Hennig 1936.  Micropeza reuniens ingår i släktet Micropeza och familjen skridflugor.
Artens utbredningsområde är Guatemala. Inga underarter finns listade i Catalogue of Life.